# 카먼 이조고
카먼 이조고(영어: Carmen Ejogo, 1973년 10월 22일 ~ )는 영국의 배우, 가수이다.
그녀는 영화 《어벤저》(1998), 《사랑의 헛수고》(2000), 《마음대로 훔쳐라》(2001), 《보이콧》(2001), 《알렉스 크로스》(2012), 《더 퍼지: 거리의 반란》(2014), 《셀마》(2014), 《신비한 동물사전》(2016), 《잇 컴스 앳 나잇》(2017), 《에일리언:커버넌트》(2017), 《신비한 동물사전: 그란델왈드의 범죄》(2018) 같은 영화로 잘 알려져있다.
이조고는 NBC 범죄 드라마 시리즈 《납치》(2006-2007), ABC 스릴러 시리즈 《제로아워》(2013), Starz 앤솔러지 드라마 시리즈 《더 걸프렌드 익스피리언스》(2017), HBO 앤솔러지 범죄 시리즈 《트루 디텍티브》(2019), 넷플릭스 특별시리즈 《셀프메이드》(2020)에도 출연했다.

## 초창기
이조고는 1973년 10월 22일 영국 런던 켄싱턴에서 태어났다. 스코틀랜드인 어머니 엘리자베스(원래는 더글러스) 와 나이지리아인 아버지 찰스 이조고 사이에 딸로 태어났다. 이조고는 어린 시절에 어머니를 “살짝 히피끼”가 있었다고 기억한다. 오러토리 로마 카톨릭 초등학교와 글렌도워 프랩스쿨을 다녔고, 이후 가돌핀앤래티머학교에서 교육받았다.

## 경력
그녀는 1993년에서 1995년까지 아침방송 《새러데이 디즈니》에서 진행자로 첫 경력을 시작했다. 《사랑의 헛수고》(2000), 《마음대로 훔쳐라》(2001), 《어웨이 위 고》(2009), 《스파클》(2012), 《알렉스 크로스》(2012), 《더 퍼지: 거리의 반란》(2014), 《잇 컴스 앳 나잇》(2017), 《에일리언:커버넌트(2017)》 영화에 이름을 올렸다. 그녀는 영화 《신비한 동물사전 시리즈에서 세라피나 피커리 역할로도 유명하다. HBO 시리즈 《트루 디텍티브》(2019)에서 아멜리아 리어든을 연기했다.
이조고는 인권활동가 코레타 스콧 킹으로 분해 두 영화: 《보이콧》(2001)과 《셀마》(2014)에 출연했다. 《보이콧》에서 역할을 준비하는 중에 킹을 만났는데, 킹은 그녀의 초상을 쓰도록 승인받은 바 있다.

## 음악 경력
이조고는 음악산업계에도 기여해왔는데, 1990년대 이후 아티스트들과 협업해왔다. 그겨는 카먼 이조고 비디오 쇼를 제작했는데, 이 프로그램은 BSB 파워스테이션 채널에서 방송했다.
그녀는 잉글랜드인 드럼앤베이스 DJ 알렉스 리스가 작곡한 노래 “Candles”에 가사를 붙였고, 리드보컬로 노래했다. -- 뮤직비디오에도 모습을 나타냈는데, 크레딧에 “카르멘”이라고 이름을 올렸다. 이조고는 노래 “Slowy”에서 전남편 트리키와 듀엣으로 노래했다. 그녀는 영화 사랑의 헛수고(2000)에서도 노래한 바 있다.
“Candles”와 별개로 이조고는 동명의 영화 스파클 오리지널 사운드트랙에 4곡에도 참여했다. “Yes I Do”(솔로)에서 리드 보컬, “Jump”, “Hooked on Your Love”, “Something He Can Feel”에서는 리드보컬 조딘 스파크스와 티카 섬프터 보컬에 백업으로 참여했다.

## 개인사
이조고는 트립합 아티스트 트리키와 짧은 결혼생활을 했었다. 2000년에 미국인 배우 제프리 라이트와 결혼 했는데, HBO 영화 《보이콧》 촬영 당시 만났다. 슬하에 아들(일라이자)와 딸(주노)가 있다. 이조고와 라이트는 이후 이혼했다.

## 출연작 목록

### 영화
| 연도 | 제목                                     | 원제                                        | 배역               | 비고   |
| ---- | ---------------------------------------- | ------------------------------------------- | ------------------ | ------ |
| 1998 | 광끼                                     | I Want You                                  | 앰버               |        |
| 1998 | 어벤저                                   | The Avengers                                | 브렌다             |        |
| 2000 | 사랑의 고통이 사라지다                   | Love's Labour's Lost                        | 마리아             |        |
| 2001 | 마음대로 훔쳐라                          | What's the Worst That Could Happen?         | 앰버 벨헤이븐      |        |
| 2004 | 스위트 크리스마스                        | Noel                                        | 매슈 바티스트 박사 |        |
| 2008 | 오만과 명예                              | Pride and Glory                             | 타샤               |        |
| 2009 | 어웨이 위 고                             | Away We Go                                  | 그레이스 더테선트  |        |
| 2012 | 스파클                                   | Sparkle                                     | 태미 앤더슨        |        |
| 2012 | 알렉스 크로스                            | Alex Cross                                  | 마리아 크로스      |        |
| 2014 | 더 퍼지: 거리의 반란                     | The Purge: Anarchy                          | 에바               |        |
| 2014 | 셀마                                     | Selma                                       | 로레타 스콧 킹     |        |
| 2015 | 본 투 비 블루                            | Born to Be Blue                             | 제인 / 일레인      |        |
| 2016 | 신비한 동물 사전                         | Fantastic Beasts and Where to Find Them     | 세라피나 피쿼리    |        |
| 2017 | 잇 컴스 앳 나이트                        | It Comes at Night                           | 세라               |        |
| 2017 | 에이리언: 커버넌트 프롤로그: 최후의 만찬 | Alien: Covenant – Prologue: Last Supper     | 카린 오람          | 단편   |
| 2017 | 에이리언: 커버넌트                       | Alien: Covenant                             | 카린 오람          |        |
| 2017 | 로만 J 이스라엘, 에스콰이어              | Roman J. Israel, Esq.                       | 마야               |        |
| 2018 | 신비한 동물들과 그린델왈드의 범죄        | Fantastic Beasts: The Crimes of Grindelwald | 세라피나 피쿼리    |        |
| 2019 | 래틀스네이크                             | Rattlesnake                                 | 커트리나 리지웨이  |        |
| 2020 | 닥터 두리틀                              | Dolittle                                    | 레진               | 목소리 |

### 텔레비전 드라마
| 연도    | 제목                         | 원제                               | 배역               | 비고                 |
| ------- | ---------------------------- | ---------------------------------- | ------------------ | -------------------- |
| 2000    | 샐리 헤밍스: 아메리칸 스캔들 | Sally Hemings: An American Scandal | 샐리 헤밍스        |                      |
| 2006-07 | 키드냅                       | Kidnapped                          | 터너               |                      |
| 2008    | 로앤오더                     | Law & Order                        | 에이프릴 래넌      | "Burn Card" 에피소드 |
| 2011    | 카오스                       | CHAOS                              | 페이 카슨          |                      |
| 2013    | 제로 아워                    | Zero Hour                          | 리베카 "벡" 라일리 |                      |
| 2017    | 걸프렌드 익스피리언스        | The Girlfriend Experience          | 브리아 존스        | 7회분 출연           |
| 2019    | 트루 디텍티브                | True Detective                     | 어밀리아 리어던    | 주연                 |
| 2020    | 셀프 메이드: 마담 C. J. 워커 | Self Made                          | 애디               | 미니시리즈           |
| 2020-21 | 유어 아너                    | Your Honor                         | 리 델러메어        | 주연                 |
| 2023    | 시크릿 인베이전              | Secret Invasion                    | 미정               | 제작중               |